# Stefan Petzner
Stefan Petzner (Tamsweg, 17 de janeiro de 1981) é um político austríaco, nacionalista, membro da Aliança para o Futuro da Áustria (BZÖ), que se tornou seu presidente após a morte de Jörg Haider.

## Carreira política
Stefan Petzner formou-se em jornalismo pela Alpen-Adria-Universität, em Klagenfurt, e em 2004 torna-se porta-voz do governador da Caríntia Jörg Haider. Em Junho de 2006 Petzner é nomeado secretário da BZÖ e supervisiona as campanhas eleitorais de 2006 e 2008.
A 12 de Outubro de 2008, após a morte imprevista de Haider, Petzner é nomeado, por unanimidade da comissão executiva, presidente da BZÖ, tornando-se assim no mais jovem dirigente de um partido na Áustria. Alguns dias depois, declarou em entrevista ter tido uma relação especial com Jörg Haider, o que foi julgado ultrajante pelo seu partido, que o substituíu no cargo por Josef Bucher. Era esperada a eleição de Petzner para a chefia do grupo parlamentar da BZÖ, mas a 22 de Outubro Josef Bucher foi eleito por unanimidade, por indicação do próprio Petzner. Ambos declararam a intenção de dirigir em conjunto o partido.

## Vida privada
Interrogado acerca das suas ligações com Jörg Haider, Petzner a declarou que a relação deles “foi muito além da amizade. Eu e Jorg éramos ligados por algo verdadeiramente especial. Ele era o homem da minha vida”. A bissexualidade de Jörg Haider era conhecida dos jornalistas e políticos austríacos desde há muitos anos, mas era um assunto tabu no seu país por decoro e respeito pela privacidade.